# Lychas obsti
Espèce
Lychas obsti est une espèce de scorpions de la famille des Buthidae.

## Distribution
Cette espèce se rencontre en Tanzanie, au Kenya, en Éthiopie et en Somalie,.

## Description
Le tronc du mâle mesure 15 mm et la queue 25 mm.
Les femelles mesurent de 30 à 37 mm et les mâles jusqu'à 42 mm.

## Étymologie
Cette espèce est nommée en l'honneur d'Erich Obst.

## Publication originale
- Kraepelin, 1913 : « Neue Beitrage zur Systematik der Gliederspinnen. A. Bemerkungen zur Skorpionenfauna Indiens. B. Die Skorpione, Pedipalpen und Solifugen Deutsch-Ost-afrikas. » Jahrbuch der Hamburgischen Wissenschaftlichen Anstalten, vol. 30, no 1912, p. 123-196 (texte intégral).